# 22e conseil des ministres du Canada
Confédération canadienne
21e conseil des ministres 23e conseil des ministres
Le 22e conseil des ministres du Canada (en anglais : 22nd Canadian Ministry), communément appelé deuxième gouvernement Trudeau ou deuxième gouvernement Pierre Elliott Trudeau, est le conseil des ministres du Canada du 3 mars 1980 au 30 juin 1984, incluant la majeure partie de la 32e législature. Ce gouvernement est dirigé par le Parti libéral du Canada.

## Composition

### Composition initiale  (30 mars 1980)
Le premier ministre compose le 30 mars 1980 un cabinet composé de 24 ministres et 7 ministres d'État (dont seulement deux femmes : Monique Bégin, seule ministre de plein exercice qui reprend le poste de Ministre de la Santé nationale et du Bien-être social qu'elle a déjà occupé entre 1977 et 1979 ; et Judy Erola qui a le rang de ministre d'État). 14 des 31 membres du cabinet sont de nouveaux venus.
La structure du cabinet est légèrement modifiée par rapport au conseil précédent :
- Le poste de vice-premier ministre est réinstauré ;
- La charge de ministre des Affaires des Anciens combattants n'est plus confiée au ministre de la Défense nationale ;
- La charge de ministre des Postes n'est plus confiée au ministre de l'Environnement. Elle est plutôt combinée avec le poste de ministre de la Consommation et des Corporations qui est lui-même séparé du poste de solliciteur général ;
- Les postes de ministre d'État sont remaniés ;
  - Le poste de ministre d'État chargé des Relations fédérales-provinciales est notamment supprimé[2].

| Fonction                                                                                | Titulaire | Titulaire               | Parti   |
| --------------------------------------------------------------------------------------- | --------- | ----------------------- | ------- |
| Premier ministre                                                                        |           | Pierre Elliott Trudeau  | Libéral |
| Vice premier-ministre Ministre des Finances                                             |           | Allan MacEachen         | Libéral |
| Ministre des Affaires des Anciens combattants                                           |           | Daniel Joseph MacDonald | Libéral |
| Secrétaire d'État aux Affaires extérieures                                              |           | Mark MacGuigan          | Libéral |
| Ministre des Affaires indiennes et du Nord canadien                                     |           | John Munro              | Libéral |
| Ministre de l'Agriculture                                                               |           | Eugene Whelan           | Libéral |
| Ministre des Approvisionnements et Services                                             |           | Jean-Jacques Blais      | Libéral |
| Président du Conseil du Trésor                                                          |           | Donald Johnston         | Libéral |
| Président du Conseil privé de la Reine pour le Canada                                   |           | Yvon Pinard             | Libéral |
| Ministre de la Consommation et des Corporations Ministre des Postes                     |           | André Ouellet           | Libéral |
| Ministre de la Défense nationale                                                        |           | Gilles Lamontagne       | Libéral |
| Ministre de l'Emploi et de l'Immigration                                                |           | Lloyd Axworthy          | Libéral |
| Ministre de l'Énergie, des Mines et des Ressources                                      |           | Marc Lalonde            | Libéral |
| Ministre de l'Environnement Ministre d'État chargé des Sciences et de la Technologie    |           | John Roberts            | Libéral |
| Ministre de l'Expansion économique régionale                                            |           | Pierre de Bané          | Libéral |
| Ministre de l'Industrie et du Commerce                                                  |           | Herb Gray               | Libéral |
| Ministre de la Justice Procureur général Ministre d'État chargé du Développement social |           | Jean Chrétien           | Libéral |
| Ministre des Pêches et des Océans                                                       |           | Roméo LeBlanc           | Libéral |
| Ministre du Revenu national                                                             |           | William Rompkey         | Libéral |
| Ministre de la Santé nationale et du Bien-être social                                   |           | Monique Bégin           | Libéral |
| Secrétaire d'État du Canada Ministre des Communications                                 |           | Francis Fox             | Libéral |
| Solliciteur général du Canada                                                           |           | Bob Kaplan (en)         | Libéral |
| Ministre des Transports                                                                 |           | Jean-Luc Pépin          | Libéral |
| Ministre du Travail Ministre d'État (Sports)                                            |           | Gerald Regan            | Libéral |
| Ministre des Travaux publics                                                            |           | Paul Cosgrove           | Libéral |
| Ministres d'État                                                                        |           |                         |         |
| Ministre d'État (Commerce)                                                              |           | Ed Lumley               | Libéral |
| Ministre d'État (Commission canadienne du blé)                                          |           | Hazen Argue             | Libéral |
| Ministre d'État chargé du Développement économique                                      |           | Horace Olson            | Libéral |
| Ministre d'État (Finances)                                                              |           | Pierre Bussières        | Libéral |
| Ministre d'État (Mines)                                                                 |           | Judy Erola              | Libéral |
| Ministre d'État (Multiculturalisme)                                                     |           | James Fleming           | Libéral |
| Ministre d'État (Petites entreprises)                                                   |           | Charles Lapointe        | Libéral |
| Fonctions parlementaires                                                                |           |                         |         |
| Leader du gouvernement à la Chambre des communes                                        |           | Yvon Pinard             | Libéral |
| Leader du gouvernement au Sénat                                                         |           | Ray Perrault            | Libéral |

### Modifications ultérieures

#### Remaniement (10 septembre 1982)
| Titulaire       | Avant le remaniement                                                                    | Après le remaniement                                             |
| --------------- | --------------------------------------------------------------------------------------- | ---------------------------------------------------------------- |
| Allan MacEachen | Vice premier-ministre Ministre des Finances                                             | Vice premier-ministre Secrétaire d'État aux Affaires extérieures |
| Jean Chrétien   | Ministre de la Justice Procureur général Ministre d'État chargé du Développement social | Ministre de l'Énergie, des Mines et des Ressources               |
| Marc Lalonde    | Ministre de l'Énergie, des Mines et des Ressources                                      | Ministre des Finances                                            |
| Mark MacGuigan  | Secrétaire d'État aux Affaires extérieures                                              | Ministre de la Justice Procureur général                         |
| Jack Austin     | Ministre d'État                                                                         | Ministre d'État chargé du Développement social                   |

#### Remaniement (30 septembre 1982)
| Titulaire        | Avant le remaniement                               | Après le remaniement                                                                                        |
| ---------------- | -------------------------------------------------- | --- |
| Bud Olson (en)   | Ministre d'État chargé du Développement économique | Leader du gouvernement au Sénat                                                                             |
| Herb Gray        | Ministre de l'Industrie et du Commerce             | Président du Conseil du Trésor                                                                              |
| Ray Perrault     | Leader du gouvernement au Sénat                    | Ministre d'État (Santé et Sport amateur)                                                                    |
| Roméo LeBlanc    | Ministre des Pêches et des Océans                  | Ministre des Travaux publics                                                                                |
| Pierre de Bané   | Ministre de l'Expansion économique régionale       | Ministre des Pêches et des Océans                                                                           |
| William Rompkey  | Ministre du Revenu national                        | Ministre d'État (Petites entreprises et Tourisme)                                                           |
| Pierre Bussières | Ministre d'État (Finances)                         | Ministre du Revenu national                                                                                 |
| Ed Lumley        | Ministre d'État (Commerce)                         | Ministre de l'Expansion économique régionale Ministre de l'Industrie et du Commerce                         |
| Donald Johnston  | Président du Conseil du Trésor                     | Ministre d'État chargé du Développement économique Ministre d'État chargé des Sciences et de la Technologie |
| Paul Cosgrove    | Ministre des Travaux publics                       | Ministre d'État (Finances)                                                                                  |

#### Ajustement (7 et 8 décembre 1983)
Quelques ajustements sont apportés les 7 et 8 décembre:
- Le titre d'Ed Lumley (en) est changé pour ministre de l'Expansion industrielle régionale à la suite de l'entrée en vigueur de la Loi organique de 1983 ;
- Le poste de Ministre d'État chargé du Développement économique est aboli :
  - En remplacement Donald Campbell Jamieson (en) est nommé ministre d'État au Développement économique et régional ;
- Deux postes de ministre d'État sont remplacés par des postes de ministre de plein exercice :
  - Gerald Regan, qui était ministre d'État (Commerce international), est nommé ministre du Commerce extérieur ;
  - Jean-Luc Pépin, qui était ministre d'État (Relations extérieures), est nommé ministre des Relations extérieures.

## Conseils des ministres et membre du cabinet
- Premier ministre du Canada

1. 1984-1984 Pierre Elliott Trudeau

- Secrétaire d'État aux Affaires extérieures

1. 1980-1982 Mark MacGuigan
2. 1982-1984 Allan Joseph MacEachen

- Ministre des Affaires indiennes et du Nord canadien

1. 1980-1984 John Carr Munro

- Ministre de l'Agriculture

1. 1980-1984 Eugene Francis Whelan

- Ministre des Anciens combattants

1. 1980-1980 Daniel Joseph MacDonald
2. 1980-1981 Gilles Lamontagne (Intérim)
3. 1981-1984 W. Bennett Campbell

- Ministre des Approvisionnements et Services

1. 1980-1983 Jean-Jacques Blais
2. 1983-1984 Charles Lapointe

- Ministre du Commerce extérieur

1. 1983-1984 Gerald Regan

- Ministre des Communications

1. 1980-1984 Francis Fox

- Président du Conseil du Trésor

1. 1980-1982 Donald Johnston
2. 1982-1984 Herbert Eser Gray

- Président du Conseil privé

1. 1980-1984 Yvon Pinard

- Ministre de la Consommation et des Affaires commerciales

1. 1980-1983 André Ouellet
2. 1983-1984 Judy Erola

- Ministre associé de la Défense nationale

1. 1980-1984 Vacant

- Ministre de la Défense nationale

1. 1980-1983 Gilles Lamontagne
2. 1983-1984 Jean-Jacques Blais

- Ministre d'État chargé du Développement économique

1. 1980-1982 Horace Andrew Olson
2. 1982-1983 Donald Johnston

- Ministre d'État chargé du Développement économique et régional

1. 1983-1984 Donald Johnston

- Ministre d'État chargé du Développement social

1. 1980-1982 Jean Chrétien
2. 1982-1984 Jacob Austin

- Ministre de l'Emploi et de l'Immigration

1. 1980-1983 Lloyd Axworthy
2. 1983-1984 John Roberts

- Ministre de l'Énergie, des Mines et des Ressources

1. 1980-1982 Marc Lalonde
2. 1982-1984 Jean Chrétien

- Ministre de l'Environnement

1. 1980-1983 John Roberts
2. 1983-1984 Charles L. Caccia

- Ministre chargé de l'Expansion économique régionale

1. 1980-1982 Pierre de Bané
2. 1982-1982 Herbert Eser Gray
3. 1982-1983 Edward Lumley

- Ministre de l'Expansion industrielle régionale

1. 1983-1984 Edward Lumley

- Ministre des Finances

1. 1980-1982 Herbert Eser Gray
2. 1982-1984 Marc Lalonde

- Ministre de l'Industrie et du Commerce

1. 1980-1982 Herbert Eser Gray
2. 1982-1984 Edward Lumley

- Ministre de la Justice et procureur général du Canada

1. 1980-1982 Jean Chrétien
2. 1982-1984 Mark MacGuigan

- Leader du gouvernement au Sénat

1. 1980-1982 Raymond Joseph Perrault
2. 1982-1984 Horace Andrew Olson

- Ministre des Postes

1. 1980-1981 André Ouellet

- Ministre des Pêches et des Océans

1. 1980-1982 Roméo Leblanc
2. 1982-1984 Pierre de Bané

- Ministre des Relations extérieures

1. 1983-1984 Jean-Luc Pépin

- Ministre du Revenu national

1. 1980-1982 William Rompkey
2. 1982-1984 Pierre Bussières

- Ministre de la Santé nationale et du Bien-être social

1. 1980-1984 Monique Bégin

- Ministre d'État chargé des Sciences et de la Technologie

1. 1980-1984 John Roberts

- Secrétaire d'État du Canada

1. 1980-1981 Francis Fox
2. 1981-1982 Gerald Regan
3. 1982-1984 Serge Joyal

- Solliciteur général du Canada

1. 1980-1984 Robert Phillip Kaplan

- Ministre des Transports

1. 1980-1983 Jean-Luc Pépin
2. 1983-1984 Lloyd Axworthy

- Ministre du Travail

1. 1980-1981 Gerald Regan
2. 1981-1983 Charles L. Caccia
3. 1983-1984 André Ouellet

- Ministre des Travaux publics

1. 1980-1982 Paul James Cosgrove
2. 1982-1984 Roméo LeBlanc